# St. Louis Rams 2000
La stagione 2000 dei St. Louis Rams è stata la 63ª della franchigia nella National Football League e la sesta a St. Louis, Missouri. Per la prima volta nella loro storia, i Rams iniziarono la stagione come campioni del Super Bowl in carica. La stagione regolare terminò con un record di 10-6 ma nel primo turno di playoff giunse l'eliminazione da parte dei New Orleans Saints. Per il secondo anno consecutivo la squadra guidò la NFL con 540 punti segnati
Il running back Marshall Faulk fu premiato come MVP della NFL, il secondo giocatore consecutivo dei Rams a ricevere tale onore dopo Kurt Warner.
Questa stagione vide i Rams modificare il proprio logo e passare a un nuovo schema cromatico con un blu più scuro e l'oro che sostituì il giallo.

## Roster
| Roster dei St. Louis Rams nel 2000 |
| --- |
| Quarterback - 9 Joe Germaine - 10 Trent Green - 13 Kurt Warner Running Back - 24 Trung Canidate - 28 Marshall Faulk - 42 James Hodgins FB - 25 Robert Holcombe - 33 Justin Watson FB Wide Receiver - 83 Darrius Blevins - 80 Isaac Bruce - 81 Az-Zahir Hakim - 88 Torry Holt - 82 Tony Horne - 87 Ricky Proehl Tight End - 84 Ernie Conwell - 45 Jeff Robinson LS - 86 Roland Williams Offensive Linemen - 60 Steve Everitt C - 67 Andy McCollum C - 71 Kaulana Noa G - 61 Tom Nütten G - 76 Orlando Pace T - 73 Cameron Spikes G - 70 John St. Clair T - 68 Pete Swanson G - 62 Adam Timmerman G - 50 Ryan Tucker T Defensive Linemen - 99 Ray Agnew DT - 93 Kevin Carter DE - 75 D'Marco Farr DT - 91 Leonard Little DE - 77 Sean Moran DE - 98 Grant Wistrom DE - 66 Brian Young DT - 90 Jeff Zgonina DT Linebacker - 54 Todd Collins - 56 Dustin Cohen OLB - 52 Mike Jones - 59 London Fletcher ILB - 51 Lorenzo Styles Defensive Back - 20 Taje Allen CB - 23 Devin Bush FS - 32 Dré Bly CB - 27 Matt Bowen S - 38 Rich Coady S - 41 Todd Lyght CB - 35 Keith Lyle SS - 21 Dexter McCleon CB - 22 Jacoby Shepherd CB Special Team - 4 John Baker P - 14 Jeff Wilkins K |
| Legenda - I rookie sono in corsivo. - Il primo ruolo è il principale mentre gli eventuali successivi indicano i ruoli secondari. - (IR) sta per Injured Reserve ed indica la lista ristretta per un solo giocatore infortunato che può tornare ad allenarsi dopo la settimana 6 e a rientrare in prima squadra dopo che questa ha giocato 8 partite. - (NF-Inj.) / (NF-Ill.) stanno rispettivamente per Non-Football Injured e Non-Football Illness ed indicano le liste dove viene inserito un giocatore che ha un infortunio o una malattia non dipendente dal football americano. - (PUP) sta per Physically Unable to Perform ed indica la lista dove viene inserito un giocatore mentre è in attesa di recuperare la condizione fisica. Nella stagione regolare dopo la sesta partita giocata dalla propria squadra, il giocatore ha tempo tre settimane per riprendere ad allenarsi, più tre settimane aggiuntive dal suo rientro agli allenamenti per rientrare in prima squadra. |

Fonte:

## Calendario
| Calendario        |                           |                    |                    |                       |                    |                    |
| Stagione regolare |                           |                    |                    |                       |                    |                    |
| Turno             | Avversario                | Risultato          | Ora                | Stadio                | TV                 | Record             |
| 1                 | Denver Broncos            | V 41–36            | 8:00 p.m.          | Trans World Dome      | ABC                | 1–0                |
| 2                 | at Seattle Seahawks       | V 37–34            | 3:15 p.m.          | Husky Stadium         | FOX                | 2–0                |
| 3                 | San Francisco 49ers       | V 41–24            | 12:00 p.m.         | Trans World Dome      | FOX                | 3–0                |
| 4                 | at Atlanta Falcons        | V 41–20            | 12:00 p.m.         | Georgia Dome          | FOX                | 4–0                |
| 5                 | San Diego Chargers        | V 57–31            | 12:00 p.m          | Trans World Dome      | CBS                | 5–0                |
| 6                 | Settimana di pausa        | Settimana di pausa | Settimana di pausa | Settimana di pausa    | Settimana di pausa | Settimana di pausa |
| 7                 | Atlanta Falcons           | V 45–29            | 12:00 p.m.         | Trans World Dome      | FOX                | 6–0                |
| 8                 | at Kansas City Chiefs     | S 34–54            | 12:00 p.m.         | Arrowhead Stadium     | FOX                | 6–1                |
| 9                 | at San Francisco 49ers    | V 34–24            | 3:15 p.m.          | 3Com Park             | FOX                | 7–1                |
| 10                | Carolina Panthers         | S 24–27            | 7:30 p.m.          | Trans World Dome      | ESPN               | 7–2                |
| 11                | at New York Giants        | V 38–24            | 3:15 p.m.          | Giants Stadium        | FOX                | 8–2                |
| 12                | Washington Redskins       | S 20–33            | 8:00 p.m.          | Trans World Dome      | ABC                | 8–3                |
| 13                | New Orleans Saints        | S 24–31            | 3:05 p.m.          | Trans World Dome      | FOX                | 8–4                |
| 14                | at Carolina Panthers      | S 3–16             | 12:00 p.m.         | Ericsson Stadium      | FOX                | 8–5                |
| 15                | Minnesota Vikings         | V 40–29            | 3:15 p.m.          | Trans World Dome      | FOX                | 9–5                |
| 16                | at Tampa Bay Buccaneers   | S 35–38            | 8:00 p.m.          | Raymond James Stadium | ABC                | 9–6                |
| 17                | at New Orleans Saints     | V 26–21            | 12:00 p.m.         | Louisiana Superdome   | FOX                | 10–6               |
| Playoff           |                           |                    |                    |                       |                    |                    |
| 18                | at New Orleans Saints (3) | S 28–31            | 3:15 p.m.          | Louisiana Superdome   | ABC                | 10–7               |

## Classifiche
| NFC West               |    |    |   |      |     |     |    |
| (3) New Orleans Saints | 10 | 6  | 0 | .625 | 354 | 305 | S1 |
| (6) St. Louis Rams     | 10 | 6  | 0 | .625 | 540 | 471 | V1 |
| Carolina Panthers      | 7  | 9  | 0 | .438 | 310 | 310 | S1 |
| San Francisco 49ers    | 6  | 10 | 0 | .375 | 388 | 422 | S1 |
| Atlanta Falcons        | 4  | 12 | 0 | .250 | 252 | 413 | V1 |

## Premi
- Marshall Faulk:

MVP della NFL
giocatore offensivo dell'anno